# Hypothymis
Hypothymis är ett fågelsläkte i familjen monarker inom ordningen tättingar. Släktet omfattar fyra arter som förekommer i södra Asien från Indien till Filippinerna och Sulawesi:
- Långtofsad monark (H. coelestis)
- Korttofsad monark (H. helenae)
- Månstensmonark (H. puella)
- Azurmonark (H. azurea)